# Rubiks Mini

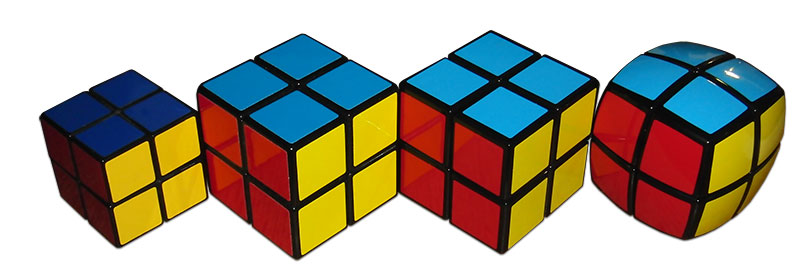
Från vänster till höger: Original Rubiks Mini, Rubiks Mini av märket Eastsheen, V-Cube 2, V-Cube 2b.

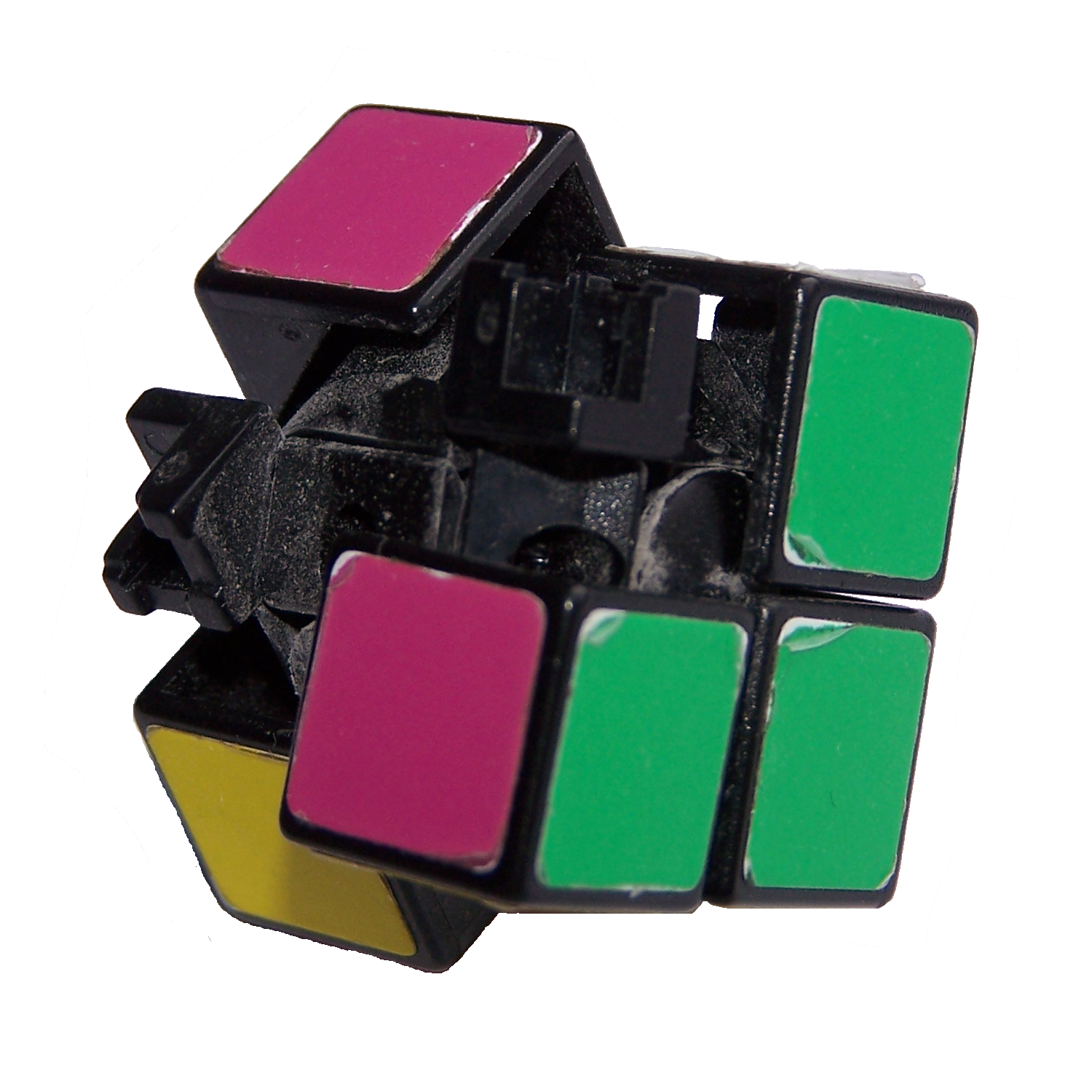
Isärplockad Rubiks Mini

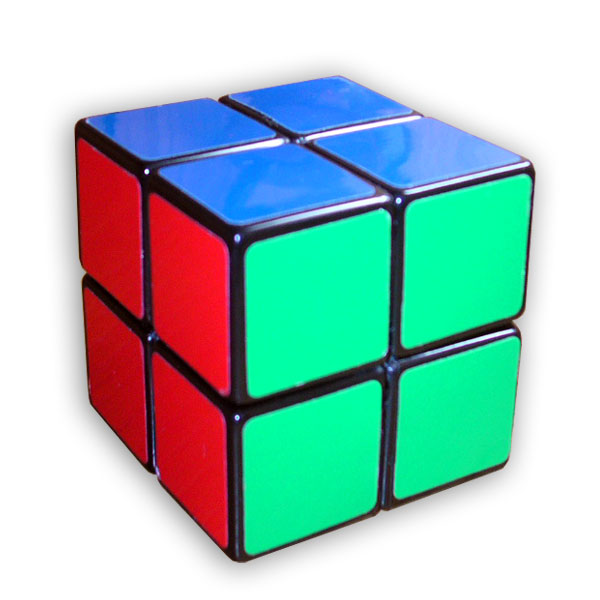
Löst Rubiks Mini

Rubiks Mini (även känd som Fickkuben eller Iskuben) är en mindre variant av Rubiks kub. Kuben är 2x2x2 block stor och består av 8 bitar, alla hörn.

## Lösning
Om man kan lösa den vanliga Rubikskuben, finns det ett enkelt sätt att klara av en Rubiks Mini, eftersom hörnen på en Rubiks kub fungerar på precis samma sätt som bitarna på en Mini, och man kan använda samma algoritmer. För avancerade lösningar används dock helt andra metoder.

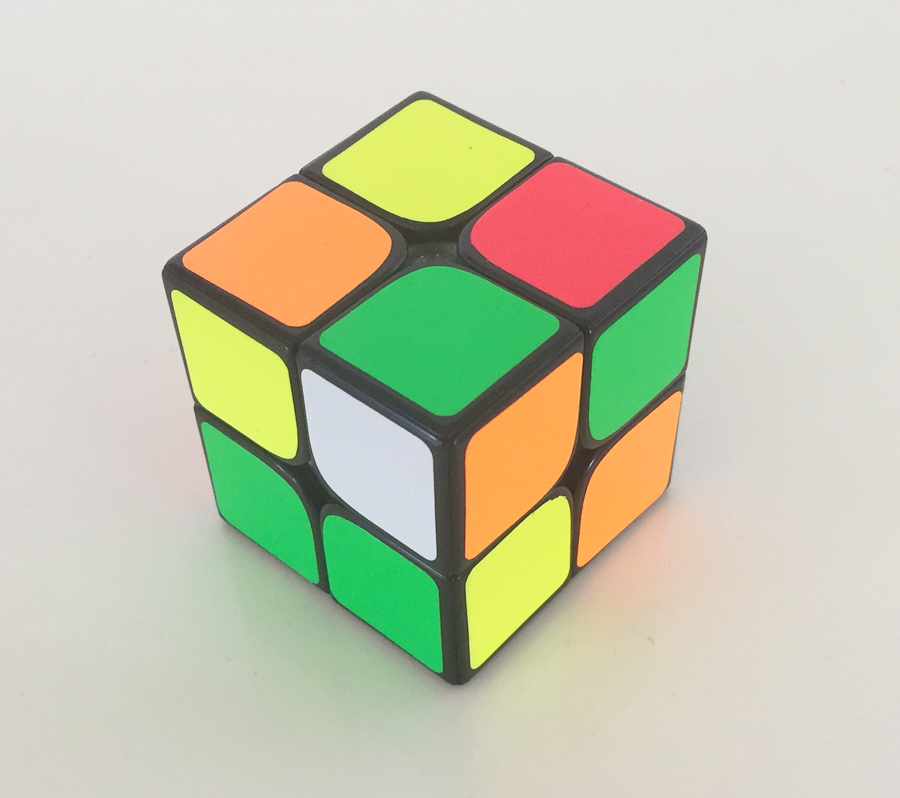
Rubiks mini blandad med Maciejs världsrekordblandning

## Rekord
Maciej Czapiewski har för tillfället världsrekordet i att lösa Rubiks Mini så fort som möjligt, hans rekord ligger på 0,49 sekunder och sattes på Grudziądz Open 2016. Värt att notera är att lösningen var väldigt enkel, den var bara fyra drag, vilket gjorde att fem andra personer hamnade på topp 10-listan med samma blandning. Rami Sbahis lösning var också på fyra drag, men Maciejs fyra drag var mycket lättare och snabbare att göra.
Världens fem bästa resultat:
| Nr | Namn                         | Tid (s) | Nationalitet | Turnering                    | År        |
| -- | ---------------------------- | ------- | ------------ | ---------------------------- | --------- |
| 1  | Maciej Czapiewski            | 0,49    | Polen        | Grudziądz Open 2016          | 2016 (VR) |
| 2  | Sameer Aggarwal              | 0,51    | USA          | Puget Sound Spring 2019      | 2019      |
| 3  | Michał Rzewuski              | 0,52    | Polen        | Grudziądz Open 2016          | 2016      |
| 4  | Jody Jones                   | 0,53    | Australien   | Koalafication Melbourne 2019 | 2019      |
| 5  | Abraham Torres Ortíz Aguirre | 0,54    | Mexiko       | ArCubingFest                 | 2018      |

Sveriges snabbaste lösning var av Mattias Uvesten på 0,70 sekunder, det rekordet sattes på Swedish Championship 2018. Denna tid placerade honom på nummer 26 i världen.